# Mohamed Remili
Mohamed Remili (sinh 31 tháng 5 năm 1985 ở Hussein Dey, Algiers) là một cầu thủ bóng đá thi đấu ở vị trí tiền vệ cánh cho Vasas SC ở Nemzeti Bajnokság I.

## Sự nghiệp
Anh gia nhập Újpest FC từ Szolnoki MÁV FC vào tháng 6 năm 2008. and than ngày 8 tháng 8 năm 2009 cùng với Vasas Budapest.